# Rivière-Pilote
Rivière Pilote es una comuna situada al sur de Martinica, a 21 km de la capital Fort-de-France y a 8 de Le Marin. 

## Características generales
Ocupa cerca de 35.78 km² y limita con Rivière-Salée, Sainte-Luce, Le Marin y Le Vauclin. Se sitúa en el valle del río Pilote, a 2 km de su desembocadura en l'Anse Figuier.
Debe su nombre a Pilote, un indio favorable a los colonos durante el siglo XVII.

## Historia
Sus primeros habitantes fueron arahuacos, desplazados por los kalinas y los caribes. En 1635 llegaron los primeros colonos, y treinta años más tarde los jesuitas. En 1693 los ingleses devastaron la región. En 1705 la localidad se convirtió en una parroquia independiente. La comuna fue creada en 1837.

## Lugares de interés

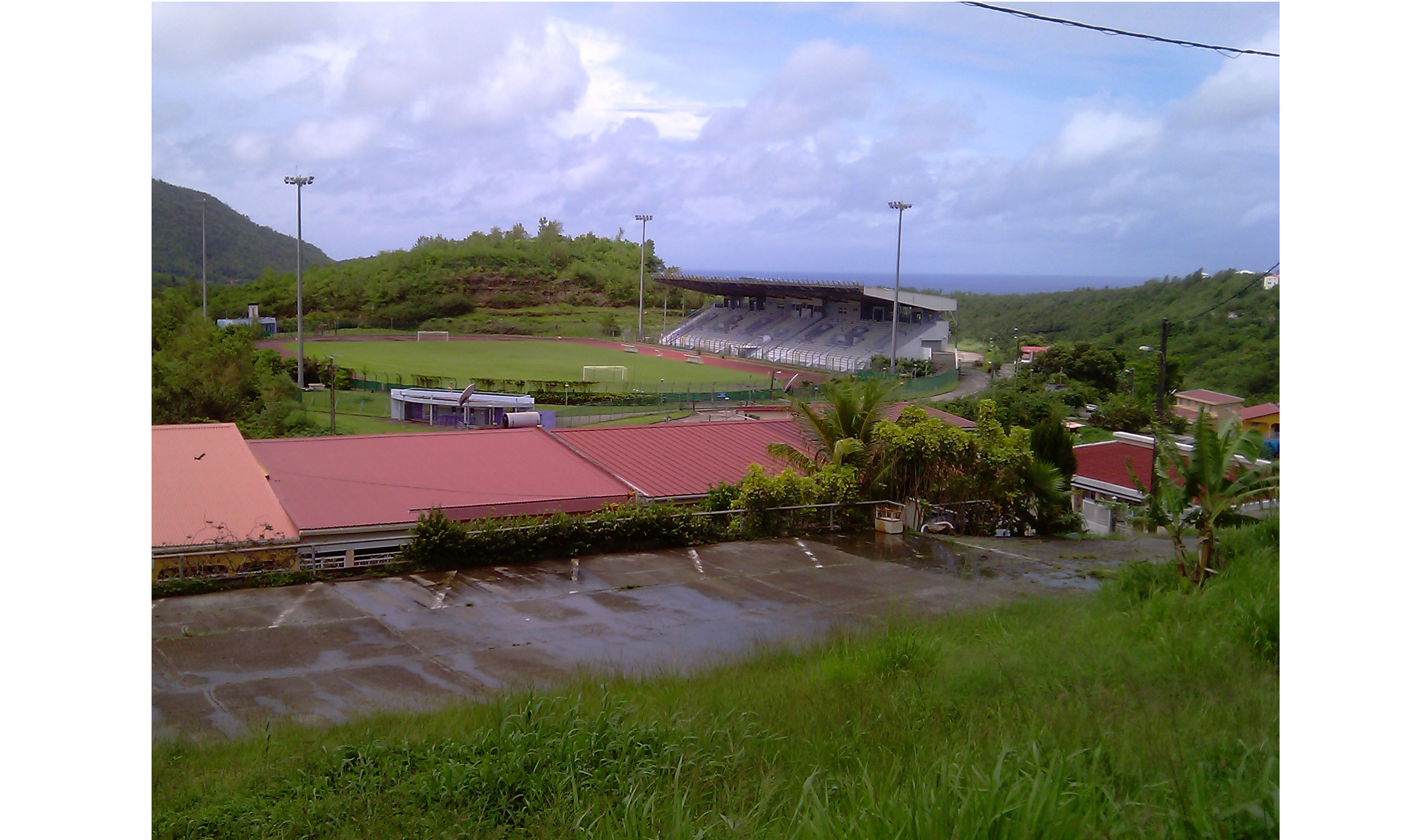
Estadio Alfred Marie-Jeanne, propiedad del equipo RC Rivière-Pilote
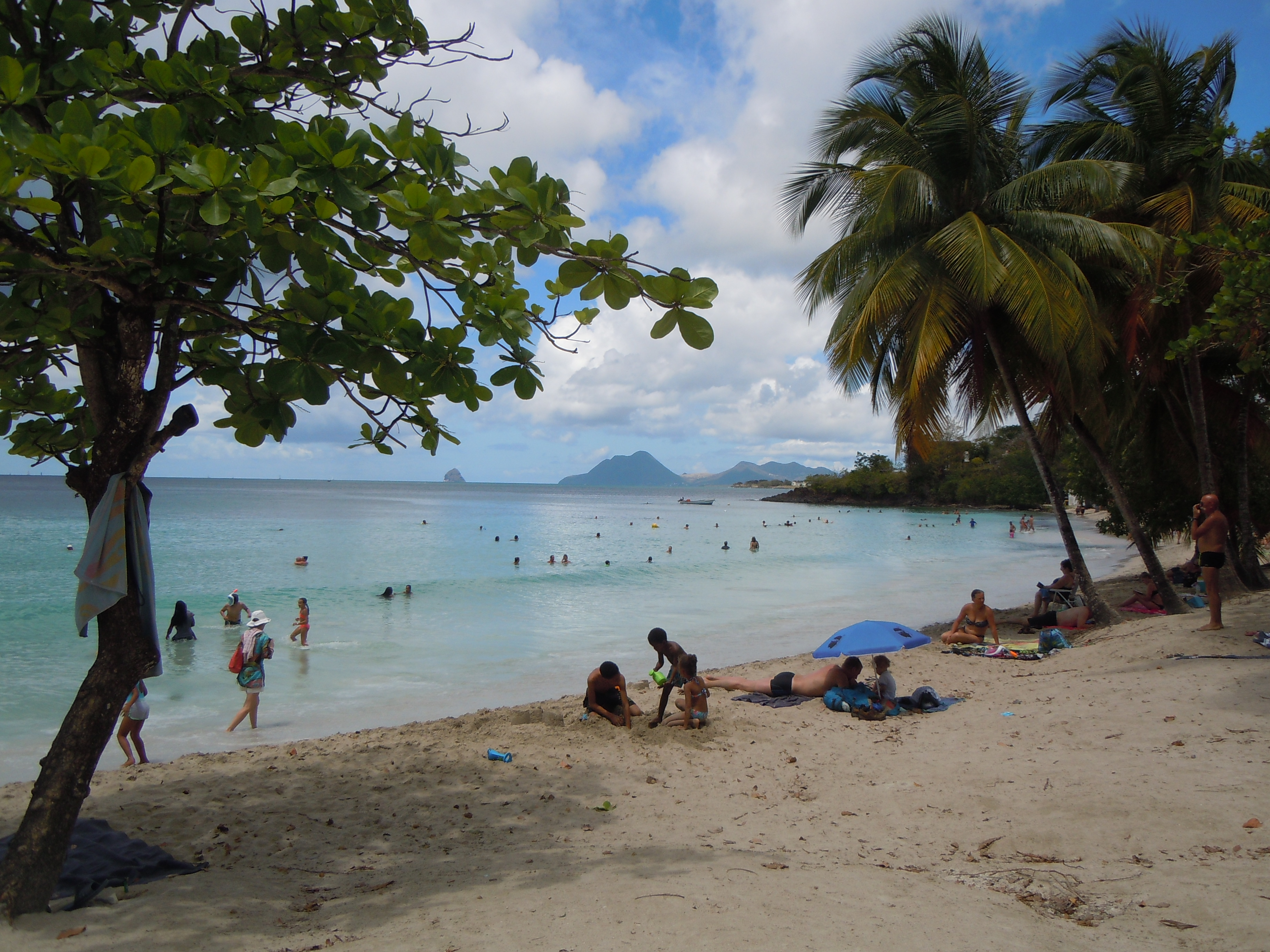
Playa Anse Figuier

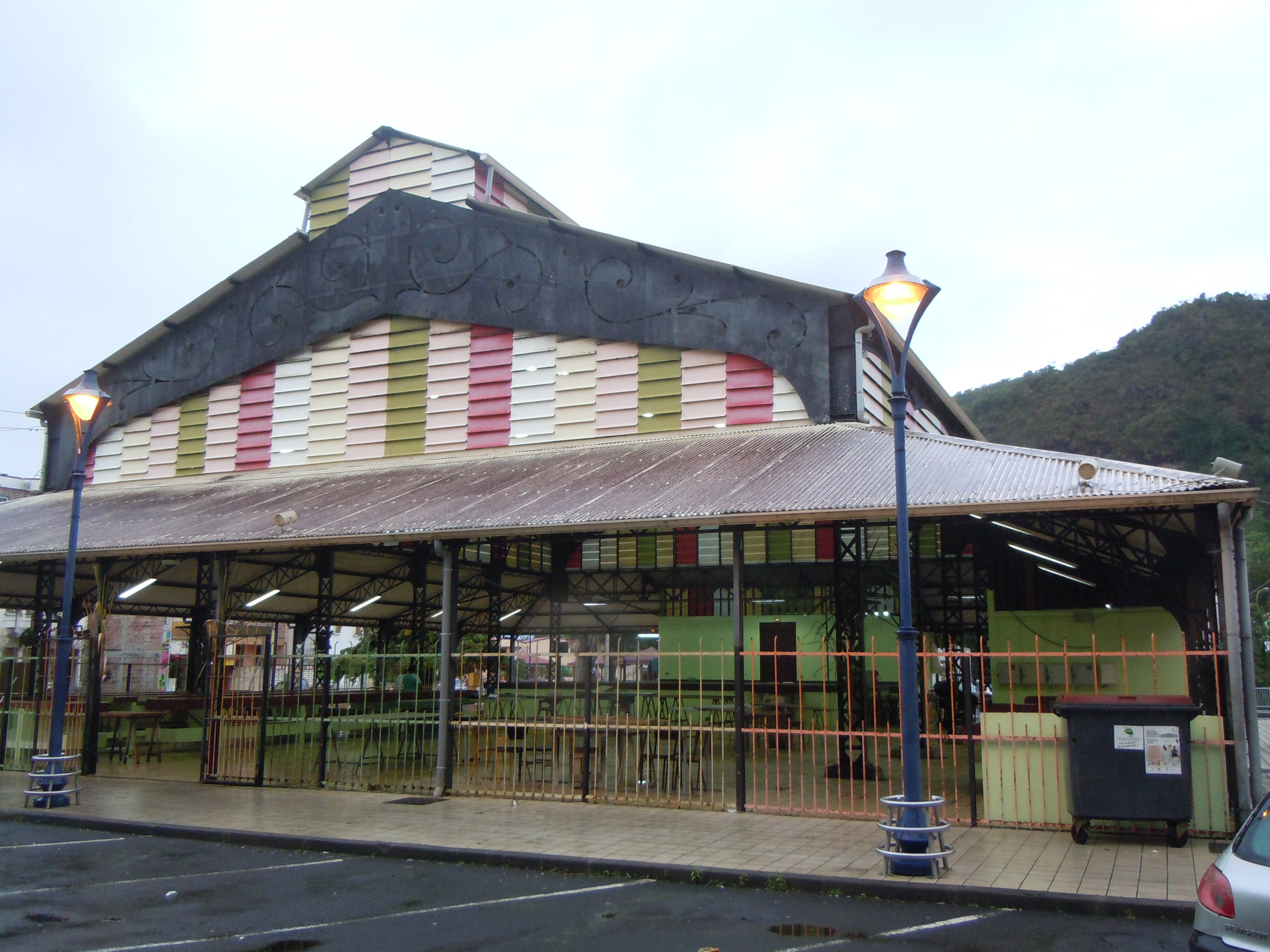
Mercado de Rivière-Pilote
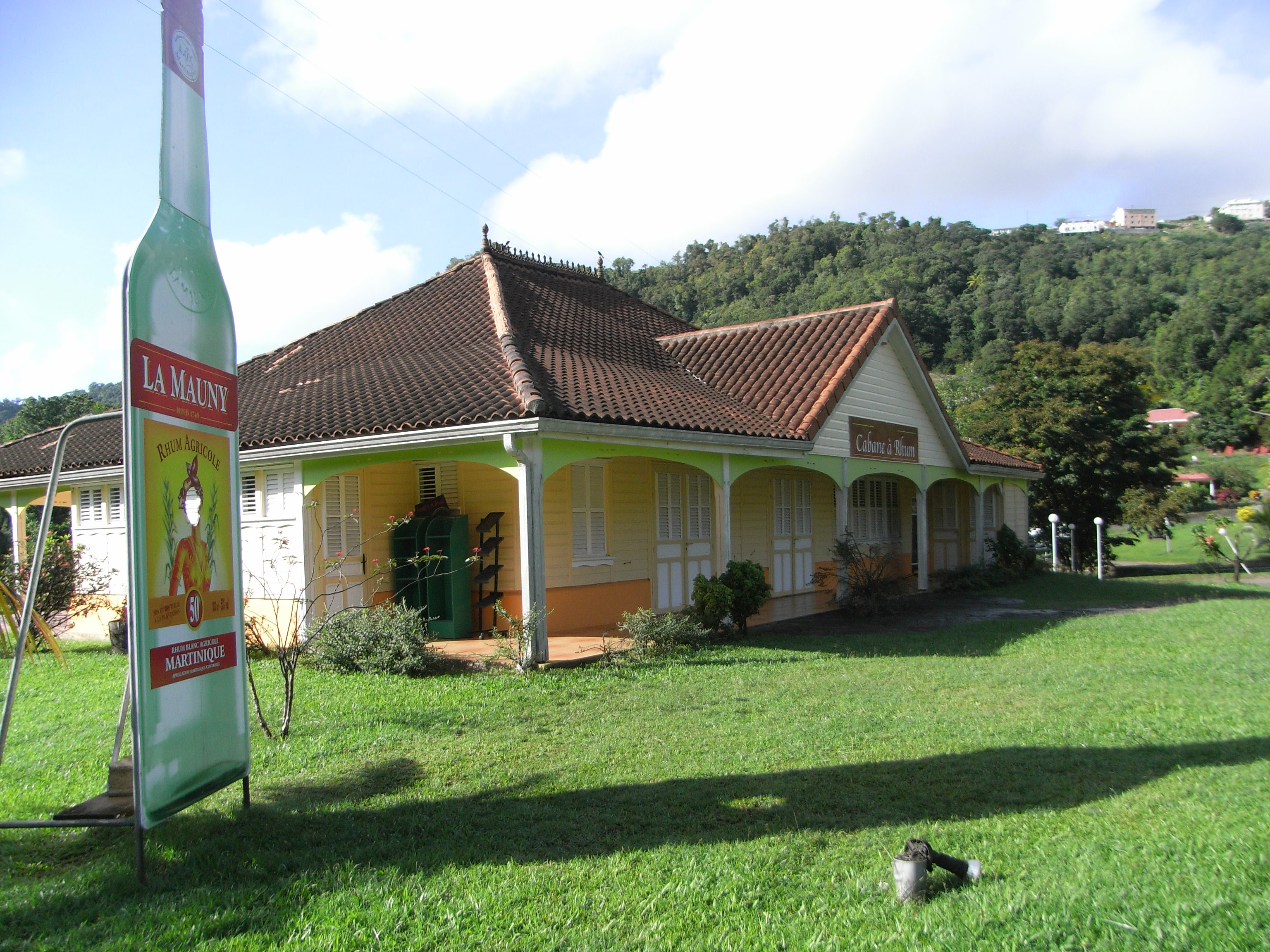
Mauny Distillery es una destilería de ron agrícola ubicada a dos kilómetros al norte de Rivière-Pilote.

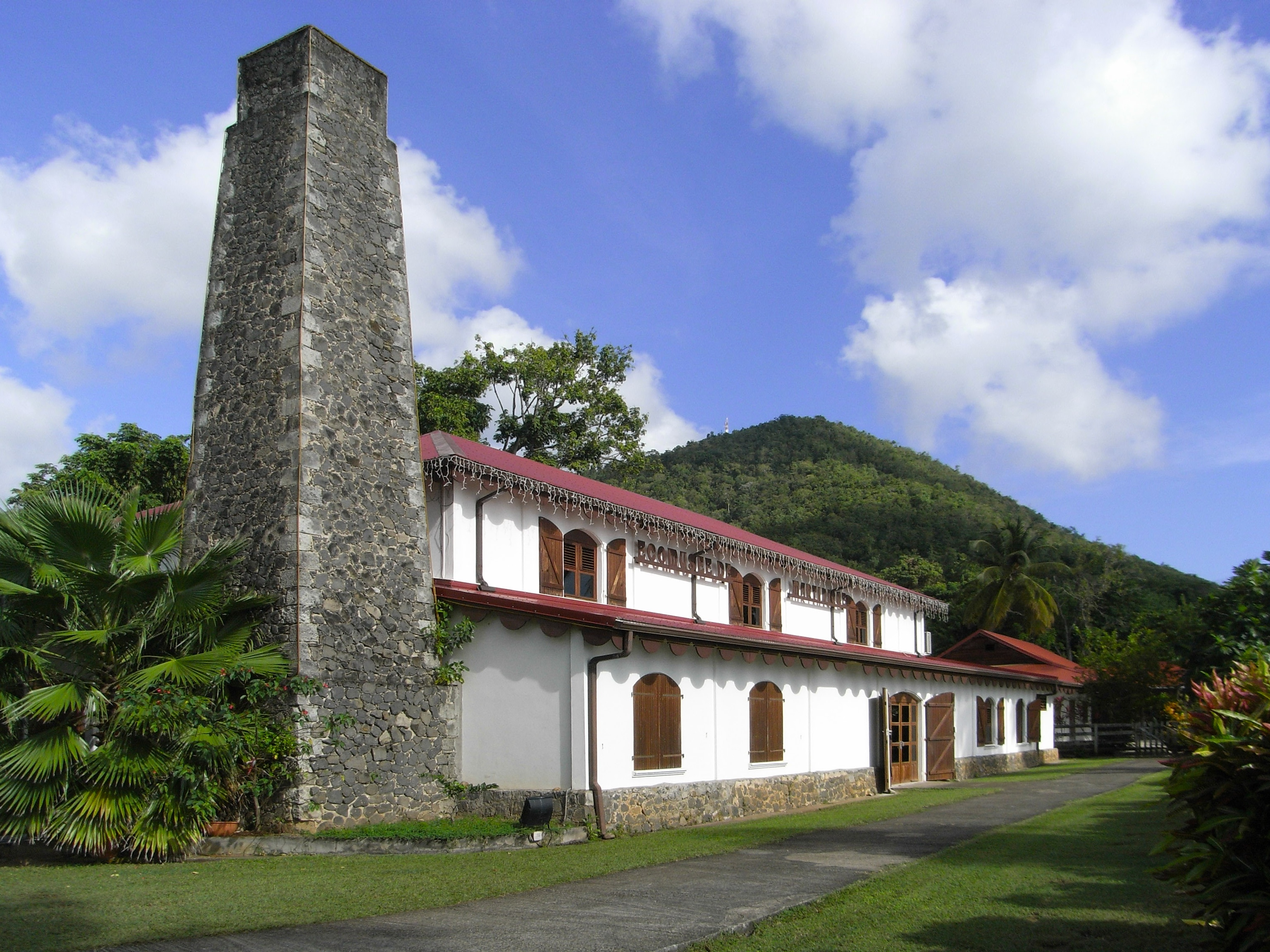
El Ecomuseo de Martinica, ubicado en la antigua destilería Ducanet, cerrada en 1924, traza la historia de Martinica a través de objetos, reconstrucciones y maquetas. Además, explica temas de la prehistoria, ciencia, tecnología y agroalimentación.
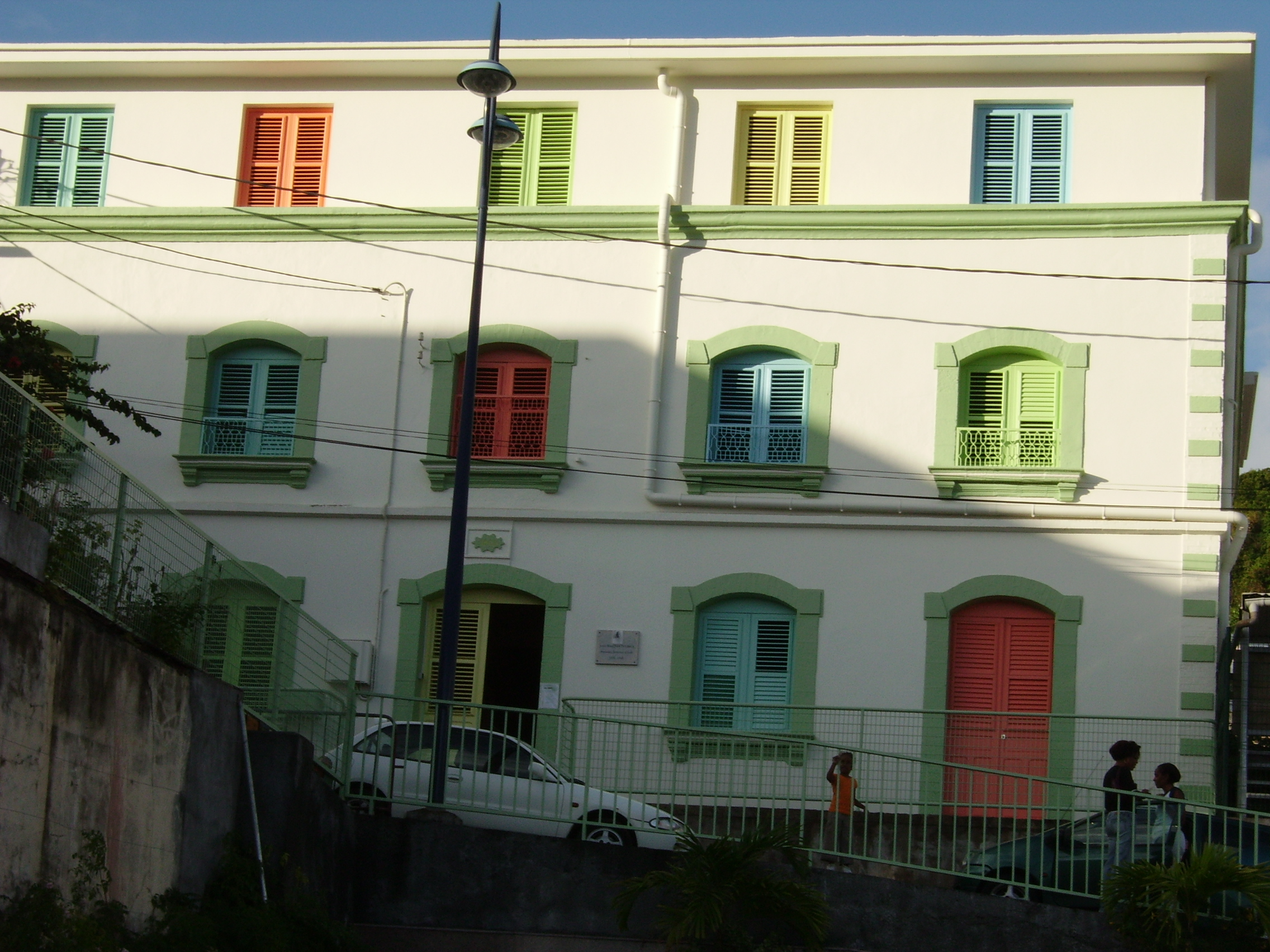
Edificio en Rivière-Pilote

## Deporte

### Clubes deportivos
- Racing Club de Rivière-Pilote cuenta con instalaciones para fútbol, balonmano, baloncesto y atletismo.

### Recintos deportivos
- Estadio Alfred Marie-Jeanne cuenta con una capacidad para 3000 espectadores y está dedicado al fútbol y el atletismo

## Locales famosos
- Alfred Marie-Jeanne, político. Actual presidente del Consejo Regional, exalcalde, diputado, y exconsejero regional de Martinica.
- Eugène Lacaille, Louis Telga, Sophie Lumina, Rosalie Soleil, héroes del levantamiento del sur en 1870.

## Política y administración
| Período       | Titular             | Partido                                |
| ------------- | ------------------- | -------------------------------------- |
| 1953-1971     | Jules Sauphanor     | Divers Droite                          |
| 1971-2000     | Alfred Marie-Jeanne | Movimiento Independentista Martinicano |
| 2000-2014     | Lucien Watcher      | Movimiento Independentista Martinicano |
| 2014-presente | Raymond Theodosius  | Dynamique Pilotine                     |